# D-girls アイドル探偵三姉妹物語
D-girls アイドル探偵三姉妹物語（ディーガールズ アイドルたんていさんしまいものがたり）は、テレビ東京で2001年（平成13年）7月11日から9月26日まで毎週水曜日に放送されたテレビドラマである。全12回放送。放送時間は26:25-26:55。

## 概要
D-girlsの「D」は、「Detective（探偵）」を意味しており、主人公の三姉妹が探偵となり事件に巻き込まれた父親を探し出す物語である。

## 出演
- 桜樹さゆり（20歳） - 川島令美
- 桜樹くるみ（17歳） - 木内晶子
- 桜樹あんず（15歳） - 石川佳奈
- 桜樹良平 - 松澤一之
- 桜樹健作 - 金山一彦
- 大友哲也 - 大山健

ゲスト
- 先生 - 川村ひかる（第3話）
- 毛利智美 - 福井裕佳梨（第4話）
- 市村麻衣 - 藤原ひとみ（第5話）
- 島田亜沙子 - 久遠さやか（第5話）
- 上地雄輔（第5・12話）
- 高橋理沙 - 原史奈（第6話）
- 水田弥生 - 田口瞳（第6話）
- 西原直美 - 青木沙弥香（第6話）
- ラジオゲスト - ラッキー・レッグス（第7話）
- 江口ヒロミ（第8・9話）
- 美加 - 森本さやか（第8・9話）
- 安田 - 忍成修吾（第8・9話）
- 町田恵理子 - 乙葉（第10・12話）
- 神戸みゆき（第11話）
- 野川光雄

## スタッフ
- 脚本：野島瑞樹
- プロデューサー：ますぶちシゲオ
- 演出：足立内仁章
- 主題歌：「金、土、日のどれかでKISSして」 美奈斗